# Dan Riss
Frederic Daniel „Dan“ Riss (* 22. März 1910 in Streator, Illinois; † 28. August 1970 in Hollywood, Kalifornien) war ein US-amerikanischer Schauspieler.

## Leben
Dan Riss wurde 1910 in Streator, im US-Bundesstaat Illinois geboren.
1949 hatte Riss in dem Film Pinky seinen ersten Auftritt. 1951 hatte er seine erste Rolle in der Fernsehserie Front Page Detective. 1952 hatte er seine erste wiederkehrende Rolle in der Fernsehserie Gang Busters. 1960 bis 1965 hatte Riss in fünf Folgen der Fernsehserie Bonanza eine Rolle inne.
1939 heiratete er Virginia Irene Morphew und hatte mit ihr 2 Kinder.

## Filmografie
- 1949: Pinky
- 1950: So ein Pechvogel (When Willie Comes Marching Home)
- 1950: Inspektor Goddard (Appointment with Danger)
- 1950: Love That Brute
- 1950: Unter Geheimbefehl (Panic in the Streets)
- 1950: Den Morgen wirst du nicht erleben (Kiss Tomorrow Goodbye)
- 1950: The Killer That Stalked New York
- 1950: Gefährliche Mission (Wyoming Mail)
- 1951: Two Lost Worlds (Sprechrolle)
- 1951: Der Tiger (The Enforcer)
- 1951: Vierzehn Stunden (Fourteen Hours)
- 1951: Bis zum letzten Atemzug (Only the Valiant)
- 1951: In der Hölle der Arktis (Arctic Fury)
- 1951: Go for Broke!
- 1951: Little Egypt
- 1951: Angels in the Outfield
- 1951: Front Page Detective (Fernsehserie, Folge 1x24)
- 1952: Talk About a Stranger
- 1952: Stärker als Ketten (Carbine Williams)
- 1952: Confidence Girl
- 1952: Der rote Engel (Scarlet Angel)
- 1952: Washington Story
- 1952: Der tote Zeuge (Operation Secret)
- 1952: Gang Busters (Fernsehserie, 2 Folgen)
- 1952–1953: Dragnet (Fernsehserie, 4 Folgen)
- 1953: Ein verwöhntes Biest (The Girl Who Had Everything)
- 1953: Der Mann im Dunkel (Man in the Dark)
- 1953: Sittenpolizei (Vice Squad)
- 1953–1954: Four Star Playhouse (Fernsehserie, 2 Folgen)
- 1954: John Marshall and the Burr Case (Fernsehfilm)
- 1954: R 3 überfällig (Riders to the Stars)
- 1954: Drei aus Texas (Three Young Texans)
- 1954: Die Intriganten (Executive Suite)
- 1954: Ausgeräuchert (The Miami Story)
- 1954: Die Hand am Abzug (The Yellow Tomahawk)
- 1954: Lebensgier (Human Desire)
- 1954: The Whistler (Fernsehserie, Folge 1x06)
- 1954: The Atomic Kid
- 1954: The Lone Wolf (Fernsehserie, 2 Folgen)
- 1954: Mayor of the Town (Fernsehserie, 3 Folgen)
- 1954: City Detective (Fernsehserie, Folge 1x22)
- 1954–1955: The Lone Ranger (Fernsehserie, 2 Folgen)
- 1954–1957: General Electric Theater (Fernsehserie, 3 Folgen)
- 1955: Flicka (My Friend Flicka, Fernsehserie, Folge 1x04)
- 1956: Fury (Fernsehserie, 2 Folgen)
- 1956: Warner Brothers Presents (Fernsehserie, Folge 1x23)
- 1956: Schonungslos (The Price of Fear)
- 1956: Ihr Star: Loretta Young (Letter to Loretta, Fernsehserie, Folge 3x30)
- 1956: Crusader (Fernsehserie, 2 Folgen)
- 1956: Johnny Concho
- 1956: Matinee Theater (Fernsehserie, Folge 1x128)
- 1956: You Are There (Fernsehserie, 2 Folgen)
- 1956: Jane Wyman Show (Jane Wyman Presents The Fireside Theatre, Fernsehserie, 2 Folgen)
- 1956: Studio 57 (Fernsehserie, Folge 3x08)
- 1956: Abenteuer im wilden Westen (Dick Powell’s Zane Grey Theater, Fernsehserie, Folge 1x10)
- 1956: Kelly and Me
- 1956–1957: Broken Arrow (Fernsehserie, 2 Folgen)
- 1956–1957: The 20th Century-Fox Hour (Fernsehserie, 2 Folgen)
- 1956, 1958: Wenn man Millionär wär’ (The Millionaire, Fernsehserie, 2 Folgen)
- 1957: Telephone Time (Fernsehserie, Folge 2x18)
- 1957: Cavalcade of America (Fernsehserie, Folge 5x21)
- 1957: U.S. Marshal (The Sheriff of Cochise, Fernsehserie, Folge 1x22)
- 1957: Rauchende Colts (Gunsmoke, Fernsehserie, Folge 2x24)
- 1957: The Iron Sheriff
- 1957: Code 3 (Fernsehserie, Folge 1x04)
- 1957: No Warning (Panic!, Fernsehserie, Folge 1x12)
- 1957: Die große Schuld (Man on Fire)
- 1957: The O. Henry Playhouse (Fernsehserie, Folge 1x31)
- 1957: Flucht vor dem Galgen (The Hired Gun)
- 1957: Date With The Angels (Fernsehserie, Folge 2x03)
- 1957–1958: The Restless Gun (Fernsehserie, 2 Folgen)
- 1958: Colt .45 (Fernsehserie, Folge 1x22)
- 1958: 26 Men (Fernsehserie, Folge 1x29)
- 1958: Asphaltgeier (The Case Against Brooklyn)
- 1958: Der Teufel holt sie alle (Badman’s Country)
- 1958: Brückenkopf Tarawa (Tarawa Beachhead)
- 1958: The Power of the Resurrection
- 1958–1959: The Californians (Fernsehserie, 3 Folgen)
- 1958, 1960: Perry Mason (Fernsehserie, 2 Folgen)
- 1958, 1960: Dezernat M (M Squad, Fernsehserie, 2 Folgen)
- 1958–1962: Wells Fargo (Tales of Wells Fargo, Fernsehserie, 4 Folgen)
- 1959: Cimarron City (Fernsehserie, Folge 1x17)
- 1959: Al Capone
- 1959: Bat Masterson (Fernsehserie, Folge 1x24)
- 1959: Am Fuß der blauen Berge (Laramie, Fernsehserie, Folge 1x01)
- 1959: The Dennis O’Keefe Show (Fernsehserie, Folge 1x01)
- 1959: Maverick (Fernsehserie, Folge 3x04)
- 1959: Schlacht im Korallenmeer (Battle of the Coral Sea)
- 1959: Sensation auf Seite 1 (The Story on Page One)
- 1960: Die gnadenlosen Killer (Ma Barker’s Killer Brood)
- 1960: Im Wilden Westen (Death Valley Days, Fernsehserie, Folge 8x24)
- 1960: Wyatt Earp greift ein (The Life and Legend of Wyatt Earp, Fernsehserie, Folge 5x36)
- 1960: Elmer Gantry
- 1960: Cheyenne (Fernsehserie, Folge 5x01)
- 1960–1961: Wagon Train (Fernsehserie, 2 Folgen)
- 1960–1965: Bonanza (Fernsehserie, 5 Folgen)
- 1961: Der zweite Mann (The Deputy, Fernsehserie, Folge 2x32)
- 1962: Shannon klärt auf (Shannon, Fernsehserie, 3 Folgen)
- 1963: Walt Disneys bunte Welt (Disneyland, Fernsehserie, 2 Folgen)
- 1963: Johnny Shiloh (Fernsehfilm)
- 1965: Verrückter wilder Westen (The Wild Wild West, Fernsehserie, Folge 1x14)